# نورت کولاپوکو (هاوایی)
نورت کولاپوکو (به انگلیسی: North Koolaupoko) یک منطقهٔ مسکونی در ایالات متحده آمریکا است که در شهرستان هونولولو، هاوایی واقع شده‌است. نورت کولاپوکو ۱۸٫۶ کیلومتر مربع مساحت و ۷۷۸ نفر جمعیت دارد و ۱۴٫۰۲ متر بالاتر از سطح دریا واقع شده‌است.